# François Omam-Biyik
François Omam-Biyik (* 21. Mai 1966 in Sackbayémé) ist ein ehemaliger Fußballspieler aus Kamerun, der auch die französische Staatsbürgerschaft besitzt.

## Nationalmannschaft
Während seiner aktiven Laufbahn nahm er mit der kamerunischen Fußballnationalmannschaft an den Fußball-Weltmeisterschaften 1990, 1994 und 1998 teil. Er absolvierte 63 Länderspiele für Kamerun.
Einen der größten Momente seiner Karriere bescherte ihm sein Tor zum 1:0-Sieg Kameruns gegen den amtierenden Weltmeister Argentinien im Eröffnungsspiel der Fußball-Weltmeisterschaft 1990 in Italien. Bei der Fußball-Weltmeisterschaft 1994 erzielte er im Vorrundenspiel gegen Schweden ebenfalls einen Treffer.

### Trainerkarriere
Im August 2010 wurde Omam-Biyik zum Co-Trainer des Spaniers Javier Clemente, der die kamerunischen Fußballnationalmannschaft betreut, ernannt. Zudem trainiert er seit Dezember 2010 die kamerunische B-Nationalmannschaft.

## Privates
François Omam-Biyik ist der Halbbruder des früheren kamerunischen Nationalspielers André Kana-Biyik, dem Vater von Jean-Armel Kana-Biyik und des mexikanischen U-17-Nationalspielers Emilio Omam-Biyik, sowie ein Cousin des ehemaligen kamerunischen U-20-Nationalspieler Francis Eliezer Omam.

## Ehrungen und Auszeichnungen
Bei der Wahl zu Afrikas Fußballer des Jahres belegte er 1987 und 1991 jeweils den dritten Platz.